# سیسیل-بیشاپ (پنسیلوانیا)
سیسیل-بیشاپ (به انگلیسی: Cecil-Bishop) یک منطقهٔ مسکونی در ایالات متحده آمریکا است که در پنسیلوانیا واقع شده‌است. سیسیل-بیشاپ ۶ کیلومتر مربع مساحت و ۲٬۴۷۶ نفر جمعیت دارد و ۳۴۷ متر بالاتر از سطح دریا واقع شده‌است.